# Omicron Draconis
Pour les articles homonymes, voir Omicron.
Désignations
Omicron Draconis (o Dra / o Draconis) est une étoile binaire de la constellation du Dragon. Elle a une magnitude apparente de +4,66 et se situe à environ 342 années-lumière de la Terre.

## Caractéristiques
Omicron Draconis est un système binaire spectroscopique à raies simples dont les deux étoiles complètent une orbite selon une période de 138,4 jours et avec une excentricité de 0,16. Il s'agit également d'une étoile variable de type RS Canum Venaticorum avec une amplitude de variation de 0,1 magnitude. Des éclipses ont été détectées dans la courbe de lumière du système, ce qui en fait aussi une étoile binaire à éclipses. Sa composante primaire est une étoile géante de type spectral G9IIIFe-0.5.
C'est l'étoile polaire boréale de la planète Mercure.